# المنتدى الاقتصادي القطري النيجيري
المنتدى الاقتصادي القطري النيجيري هو منتدى اقتصادي يهدف إلى تعميق العلاقات الثنائية بين دولة قطر ونيجيريا في شتى نواحي الاقتصاد بناءً على توجيهات قيادة البلدين. أقيم المنتدى الأول بين 2 - 3 من مارس 2022م. بدأت عملية التوفيق بين أعضاء المنتدى في لاغوس كونها العاصمة الاقتصادية لجمهورية نيجيريا الفدرالية. كما أقيم الشوط الثاني للمنتدى في العاصمة أبوجا. ركز المنتدى الأول على الصناعات حيث حضر عدد من كبار المصنعين ورؤساء الوزارات والمؤسسات للدولتين.

## المنتدى الاقتصادي القطري النيجيري 2022
عقد المنتدى الاقتصادي القطري النيجيري الأول برعاية بنك قطر للتنمية (QDB) وهيئات اقتصادية أخرى من قطر ونيجيريا، لتعزيز العلاقات الثنائية بين نيجيريا ودولة قطر الذي انعقد في مارس 2022 وفتح حوار أيضًا مع تحقيق المزيد من التفاهم والتقارب وبناء الثقة بين الشركات المصنعة في البلدين. انطلقت عملية التوفيق بين أعضاء المنتدى في لاغوس، كونها العاصمة الاقتصادية لنيجيريا في الفترة من 2 إلى 3 مارس، وحضره سفير قطر في نيجيريا، وممثلو بنك قطر للتنمية، سفير دولة قطر في نيجريا، وسفير نيجيريا في قطر وعدد من ووزراء الحكومة الفدرالية مثل وزير العلوم والتكنولوجيا ووزير المناجم وتطوير الصلب وآخرين. وانتهى المنتدى في أبوجا العاصمة.

### المتحدثون في المنتدى
تحدث في هذا المنتدى عدد من القادة، من بينهم:
1. د. علي بن غانم الهاجري (سفير دولة قطر في نيجيريا)
2. محمد يعقوب عبد الله (سفير جمهورية نيجيريا في قطر)
3. حمد سالم (مدير تطوير التصدير، بنك قطر للتنمية)
4. مريم يلواجي (وزيرة الصناعات والاستثمار)
5. علي سلطان كواري (مدير بنك قطر للتنمية)
6. أتشيتشكو أوغا (وزير المناجم والصلب )
7. محمد حسن عبد الله (وزير العلوم والتكنولوجيا )
8. كينيدي تشيرتشير (مدير خطوط الجوية القطرية، فرع نيجيريا)